# Montréal (région administrative)
Ne doit pas être confondu avec Montréal, Agglomération de Montréal ou Région métropolitaine de Montréal.
Montréal est la région administrative la plus peuplée du Québec. Elle s'étend sur l'ensemble de l'île de Montréal ainsi que sur quelques îles adjacentes dont l'île Bizard, l'île Sainte-Hélène, l'île Notre-Dame, l'île des Sœurs, l'île Dorval et l'île de la Visitation.

## Géographie
Sont repartis sur son territoire, en ordre d'importance : les surfaces artificielles (71,8 %), les eaux (20,2 %), les forêts (5,8 %), les terres agricoles (1,4 %) et finalement les milieux humides (0,7 %).

### Situation
La région de Montréal englobe une partie de l'archipel d'Hochelaga, principalement l'île de Montréal. Deuxième plus petite région québécoise après Laval, sa superficie n'est que de 625 km2, dont 498 km2 qui sont terrestres. Cela représente un maigre 0,04 % de l'ensemble du territoire québécois. Elle doit toutefois son statut régional à sa forte distinction culturelle et économique en abritant la ville de Montréal, métropole du Québec et deuxième ville la plus peuplée du Canada. Le territoire de cette ville couvre environ 70 % de la superficie de la région.
Elle est bordée par les régions administratives suivantes : au sud, à l'ouest et à l'est par la Montérégie, et au nord par Laval, Lanaudière et les Laurentides. Elle est entièrement recouverte par la région métropolitaine de Montréal, un territoire interrégional englobant Montréal et ses villes voisines.

### Topographie
Les îles de la région de Montréal font partie de l'archipel d'Hochelaga, un groupe d'îles peu élevées faisant partie des basses-terres du Saint-Laurent. L'île de Montréal, plus grande île de l'archipel, a la particularité d'être l'hôte de l'une des dix collines Montérégiennes, une petite chaîne de montagne créée par point chaud. Le point le plus élevé de la région est le sommet de la ville de Montréal, le mont Royal, qui culmine à 234 m. Le point le moins élevé (en excluant les carrières) est d'environ 2 m, à la surface du fleuve Saint-Laurent en aval des rapides de Lachine.

### Hydrographie
La région administrative de Montréal est entourée d'eau avec le fleuve Saint-Laurent au sud et la rivière des Prairies au nord. De plus, elle est adjacente à deux grands bassins : le lac Saint-Louis et le lac des Deux Montagnes. Néanmoins, à l'intérieur du territoire, il n'existe qu'une poignée de rivières et de lacs.

## Démographie
| 2001      | 2006      | 2011      | 2016      |
| --------- | --------- | --------- | --------- |
| 1 812 723 | 1 854 442 | 1 886 481 | 1 942 044 |

## Administration
La région comprend 16 municipalités, dont la ville de Montréal. Ces municipalités sont réunies au sein de l'agglomération de Montréal. La région de Montréal et l'agglomération de Montréal couvrent le même territoire. La région est une instance créée par le gouvernement du Québec pour coordonner les services publics sur le territoire. L'agglomération, quant à elle, est une instance municipale responsable des décisions en matière de services municipaux (voirie, aqueducs, etc.).
| Nom                       | Chef-lieu | Population 2021 | Superficie terrestre (km2) | Densité (hab./km2) |
| ------------------------- | --------- | --------------- | -------------------------- | ------------------ |
| Agglomération de Montréal | Montréal  | 2 004 265       | 684,61                     | 2 927,6            |
| Région                    | Région    | 2 004 265       | 684,61                     | 2 927,6            |

## Politique

### Ministre responsable
| Années | Années          | Député              | Parti                   |
| ------ | --------------- | ------------------- | ----------------------- |
|        | 2012 - 2014     | Jean-François Lisée | Parti québécois         |
|        | 2014 - 2016     | Robert Poëti        | Parti libéral du Québec |
|        | 2016 - 2018     | Martin Coiteux      | Parti libéral du Québec |
|        | 2018 - 2022     | Chantal Rouleau     | Coalition avenir Québec |
|        | 2022 - 2024     | Pierre Fitzgibbon   | Coalition avenir Québec |
|        | 2024 - en cours | Christine Fréchette | Coalition avenir Québec |

### Circonscriptions électorales

#### Circonscriptions électorales provinciales de l'Est
- Anjou-Louis-Riel : Karine Boivin Roy (CAQ)
- Camille-Laurin : Paul St-Pierre Plamondon (PQ)
- Gouin : Gabriel Nadeau-Dubois (QS)
- Hochelaga-Maisonneuve : Alexandre Leduc (QS)
- Laurier-Dorion : Andres Fontecilla (QS)
- Maurice-Richard : Haroun Bouazzi (QS)
- Mercier : Ruba Ghazal (QS)
- Pointe-aux-Trembles : Chantal Rouleau (CAQ)
- Rosemont : Vincent Marissal (QS)
- Saint-Henri-Saint-Anne : Guillaume Cliche-Rivard (QS)
- Sainte-Marie—Saint-Jacques : Manon Massé (QS)
- Verdun : Alejandra Zaga Mendez (QS)
- Viau : Frantz Benjamin (PLQ)

#### Circonscriptions électorales provinciales de l'Ouest
- Acadie : André A. Morin (PLQ)
- Bourassa-Sauvé : Madwa-Nika Cadet (PLQ)
- D'Arcy-McGee : Elisabeth Prass (PLQ)
- Jacques-Cartier : Gregory Kelley (PLQ)
- Jeanne-Mance—Viger : Filomena Rotiroti (PLQ)
- LaFontaine : Marc Tanguay (PLQ)
- Marguerite-Bourgeoys : Frédéric Beauchemin (PLQ)
- Marquette : Enrico Ciccone (PLQ)
- Mont-Royal–Outremont : Michelle Setlakwe (PLQ)
- Nelligan : Monsef Derraji (PLQ)
- Notre-Dame-de-Grâce : Désirée McGraw (PLQ)
- Robert-Baldwin : Brigitte Garceau (PLQ)
- Saint-Laurent : Marwah Rizqy (PLQ)
- Westmount—Saint-Louis : Jennifer Maccarone (PLQ)

#### Circonscriptions électorales fédérales
- Ahuntsic-Cartierville (Mélanie Joly, PLC)
- Bourassa (Emmanuel Dubourg, PLC)
- Dorval—Lachine—LaSalle (Anju Dhillon, PLC)
- Hochelaga—Rosemont-Est (Marie-Gabrielle Ménard, PLC)
- Honoré-Mercier (Pablo Rodriguez, PLC)
- La Pointe-de-l'Île (Mario Beaulieu, Bloc québécois)
- Lac-Saint-Louis (Francis Scarpaleggia, PLC)
- LaSalle—Émard—Verdun (Claude Guay, PLC)
- Laurier—Sainte-Marie (Steven Guilbeault, PLC)
- Mont-Royal (Anthony Housefather, PLC)
- Notre-Dame-de-Grâce—Westmount (Anna Gainey, PLC)
- Outremont (Rachel Bendayan, PLC)
- Papineau (Marjorie Michel, PLC)
- Pierrefonds—Dollard (Sameer Zuberi, PLC)
- Rosemont–La Petite-Patrie (Alexandre Boulerice, NPD)
- Saint-Laurent (Emmanuella Lambropoulos, PLC)
- Saint-Léonard—Saint-Michel (Patricia Lattanzio, PLC)
- Ville-Marie—Le Sud-Ouest—Île-des-Sœurs (Marc Miller, PLC)

## Éducation
Le Ministère de l'Éducation gère trois centres de services scolaires pour les fins de  donner services aux écoles primaires et secondaires distribuées dans les 15 districts scolaires de la région de Montréal. La région est divisée aussi en deux districts pour que les anglophones puissent faire l'autogestion de leurs écoles. Chaque districts anglophones est régi pour une commission; la Commission scolaire English-Montréal (19 000 élèves) et une partie de la Commission scolaire Lester-B.-Pearson avant la réforme (une partie de ses 20 000 élèves). 
Les trois centres de services scolaires sont :

### Centres de services scolaires Marguerite-Bourgeoys (CSSMB)
Le Centre de services scolaire Marguerite-Bourgeoys (75 000 élèves sur le territoire des municipalités de 
Baie-D'Urfé, Beaconsfield, Côte-Saint-Luc, Dollard-Des Ormeaux, Dorval, Hampstead, Kirkland, L'Île-Dorval, Mont-Royal, Sainte-Anne-de-Bellevue, Senneville, Montréal-Ouest, et Pointe-Claire ; de même que pour les arrondissements de L'Île-Bizard–Sainte-Geneviève, LaSalle, Lachine, Outremont, Pierrefonds-Roxboro, Saint-Laurent, Verdun) ;

### Centres de services scolaires Montréal (CSSM)
Le Centre de services scolaire de Montréal (113 700 élèves)divisé son territoire en cinq districts :
District Est
- 42 écoles
- 9 stations de métro (ligne verte)
- Mercier–Hochelaga-Maisonneuve

District Centre
- 45 écoles
- 11 stations de métro (lignes orange et bleue)
- Rosemont–La Petite-Patrie
- Villeray–Saint-Michel–Parc-Extension

District Nord
- 31 écoles
- 5 stations de métro (lignes bleue et orange)
- 5 trains de banlieue
- Ahuntsic-Cartierville

District Sud
- 38 écoles
- 19 stations de métro (lignes orange, verte et jaune)
- beaucoup de Bixis
- Ville-Marie
- Le Plateau-Mont-Royal

District Ouest
- 40 écoles
- 21 stations de métro (lignes orange, verte et bleue)
- Côte-des-Neiges–Notre-Dame-de-Grâce
- Le Sud-Ouest

### Centres de services scolaires de la Pointe-de-l'Île (CSSPI)
Le Centre de services scolaire de la Pointe-de-l'Île (43 600 élèves sur le territoire de la ville de Montréal-Est et les arrondissements de Montréal-Nord, Saint-Léonard, Anjou et Rivière-des-Prairies–Pointe-aux-Trembles).

## Santé
- Réseau universitaire intégré de santé de l’Université de Montréal.
- Réseau universitaire intégré de santé de l’Université McGill.